# Hypoxis
Genre
Hypoxis est un genre de plantes de la famille des Hypoxidaceae.

## Liste des sous-espèces et espèces
Selon Catalogue of Life (25 septembre 2017) :
- Hypoxis abyssinica Hochst.
- Hypoxis acuminata Baker
- Hypoxis angustifolia Lam.
- Hypoxis argentea Harv. ex Baker
- Hypoxis arillacea R.J.F.Hend.
- Hypoxis aurea Lour.
- Hypoxis bampsiana Wiland
- Hypoxis camerooniana Baker
- Hypoxis canaliculata Baker
- Hypoxis catamarcensis Brackett
- Hypoxis colchicifolia Baker
- Hypoxis colliculata Sánchez-Ken
- Hypoxis costata Baker
- Hypoxis cuanzensis Welw. ex Baker
- Hypoxis curtissii Rose
- Hypoxis decumbens L.
- Hypoxis demissa Nel
- Hypoxis dinteri Nel
- Hypoxis domingensis Urb.
- Hypoxis exaltata Nel
- Hypoxis exilis R.J.F.Hend.
- Hypoxis filiformis Baker
- Hypoxis fischeri Pax
- Hypoxis flanaganii Baker
- Hypoxis floccosa Baker
- Hypoxis galpinii Baker
- Hypoxis gardneri R.J.F.Hend.
- Hypoxis gerrardii Baker
- Hypoxis glabella R.Br.
- Hypoxis goetzei Harms
- Hypoxis gregoriana Rendle
- Hypoxis hemerocallidea Fisch., C.A.Mey. & Avé-Lall.
- Hypoxis hirsuta (L.) Coville
- Hypoxis humilis Kunth
- Hypoxis hygrometrica Labill.
- Hypoxis interjecta Nel
- Hypoxis juncea Sm.
- Hypoxis kilimanjarica Baker
- Hypoxis kraussiana Buchinger ex C.Krauss
- Hypoxis lata Nel
- Hypoxis lejolyana Wiland
- Hypoxis leucotricha Fritsch
- Hypoxis limicola B.L.Burtt
- Hypoxis longifolia Baker
- Hypoxis lucens McVaugh
- Hypoxis ludwigii Baker
- Hypoxis lusalensis Wiland
- Hypoxis malaissei Wiland
- Hypoxis marginata R.Br.
- Hypoxis membranacea Baker
- Hypoxis mexicana Schult. & Schult.f.
- Hypoxis monanthos Baker
- Hypoxis muhilensis Wiland
- Hypoxis multiceps Buchinger ex Baker
- Hypoxis neliana Schinz
- Hypoxis nervosa R.J.F.Hend.
- Hypoxis nivea Y.Singh
- Hypoxis nyasica Baker
- Hypoxis oblonga Nel
- Hypoxis obtusa Burch. ex Ker Gawl.
- Hypoxis occidentalis Benth.
- Hypoxis oligophylla Baker
- Hypoxis parvifolia Baker
- Hypoxis parvula Baker
- Hypoxis polystachya Welw. ex Baker
- Hypoxis potosina Brackett
- Hypoxis pratensis R.Br.
- Hypoxis protrusa Nel
- Hypoxis pulchella G.L.Nesom
- Hypoxis rigida Chapm.
- Hypoxis rigidula Baker
- Hypoxis robusta Nel
- Hypoxis sagittata Nel
- Hypoxis salina M.Lyons & Keighery
- Hypoxis schimperi Baker
- Hypoxis sessilis L.
- Hypoxis setosa Baker
- Hypoxis sobolifera Jacq.
- Hypoxis stellipilis Ker Gawl.
- Hypoxis suffruticosa Nel
- Hypoxis symoensiana Wiland
- Hypoxis tepicensis Brackett
- Hypoxis tetramera Hilliard & B.L.Burtt
- Hypoxis uniflorata Markotter
- Hypoxis upembensis Wiland
- Hypoxis urceolata Nel
- Hypoxis vaginata Schltdl.
- Hypoxis villosa L.f.
- Hypoxis wrightii (Baker) Brackett
- Hypoxis zeyheri Baker

Selon GRIN (25 septembre 2017) :
- Hypoxis decumbens L.
- Hypoxis hemerocallidea Fisch. & C. A. Mey.
- Hypoxis hirsuta (L.) Coville
- Hypoxis multiceps Buchinger ex C. Krauss
- Hypoxis nitida I. Verd.
- Hypoxis rigidula Baker
- Hypoxis stellipilis Ker Gawl.
- Hypoxis villosa L. f.

Selon ITIS (25 septembre 2017) :
- Hypoxis curtissii Rose
- Hypoxis hirsuta (L.) Coville
- Hypoxis juncea Sm.
- Hypoxis kilimanjarica Baker
- Hypoxis mexicana Schult. & Schult. f.
- Hypoxis rigida Chapm.
- Hypoxis sessilis L.
- Hypoxis wrightii (Baker) Brackett

Selon NCBI (25 septembre 2017) :
- Hypoxis angustifolia
- Hypoxis aurea
- Hypoxis curtissii
- Hypoxis decumbens
- Hypoxis filiformis
- Hypoxis glabella
- Hypoxis hemerocallidea
- Hypoxis hirsuta
- Hypoxis hygrometrica
  - sous-espèce Hypoxis hygrometrica subsp. hygrometrica
- Hypoxis juncea
- Hypoxis leptocarpa
- Hypoxis occidentalis
- Hypoxis parvula
- Hypoxis setosa
- Hypoxis villosa
- Hypoxis wrightii
- cf. Hypoxis sp. OM548

Selon The Plant List (25 septembre 2017) :
- Hypoxis abyssinica Hochst.
- Hypoxis acuminata Baker
- Hypoxis angustifolia Lam.
- Hypoxis argentea Harv. ex Baker
- Hypoxis arillacea R.J.F.Hend.
- Hypoxis aurea Lour.
- Hypoxis bampsiana Wiland
- Hypoxis camerooniana Baker
- Hypoxis canaliculata Baker
- Hypoxis catamarcensis Brackett
- Hypoxis colchicifolia Baker
- Hypoxis colliculata Sánchez-Ken
- Hypoxis costata Baker
- Hypoxis cuanzensis Welw. ex Baker
- Hypoxis curtissii Rose
- Hypoxis decumbens L.
- Hypoxis demissa Nel
- Hypoxis dinteri Nel
- Hypoxis domingensis Urb.
- Hypoxis ecklonii Nel
- Hypoxis exaltata Nel
- Hypoxis exilis R.J.F.Hend.
- Hypoxis filiformis Baker
- Hypoxis fischeri Pax
- Hypoxis flanaganii Baker
- Hypoxis floccosa Baker
- Hypoxis galpinii Baker
- Hypoxis gardneri R.J.F.Hend.
- Hypoxis gerrardii Baker
- Hypoxis glabella R.Br.
- Hypoxis goetzei Harms
- Hypoxis gregoriana Rendle
- Hypoxis hemerocallidea Fisch., C.A.Mey. & Avé-Lall.
- Hypoxis hirsuta (L.) Coville
- Hypoxis humilis Kunth
- Hypoxis hygrometrica Labill.
- Hypoxis interjecta Nel
- Hypoxis juncea Sm.
- Hypoxis kilimanjarica Baker
- Hypoxis kraussiana Buchinger ex C.Krauss
- Hypoxis lata Nel
- Hypoxis lejolyana Wiland
- Hypoxis leucotricha Fritsch
- Hypoxis limicola B.L.Burtt
- Hypoxis longifolia Baker
- Hypoxis lucens McVaugh
- Hypoxis ludwigii Baker
- Hypoxis lusalensis Wiland
- Hypoxis malaissei Wiland
- Hypoxis marginata R.Br.
- Hypoxis membranacea Baker
- Hypoxis mexicana Schult. & Schult.f.
- Hypoxis monanthos Baker
- Hypoxis muhilensis Wiland
- Hypoxis multiceps Buchinger ex Baker
- Hypoxis neliana Schinz
- Hypoxis nervosa R.J.F.Hend.
- Hypoxis nivea Y.Singh
- Hypoxis nyasica Baker
- Hypoxis oblonga Nel
- Hypoxis obtusa Burch. ex Ker Gawl.
- Hypoxis occidentalis Benth.
- Hypoxis oligophylla Baker
- Hypoxis parvifolia Baker
- Hypoxis parvula Baker
- Hypoxis polystachya Welw. ex Baker
- Hypoxis potosina Brackett
- Hypoxis pratensis R.Br.
- Hypoxis protrusa Nel
- Hypoxis pulchella G.L.Nesom
- Hypoxis recurva Nelmes
- Hypoxis rigida Chapm.
- Hypoxis rigidula Baker
- Hypoxis robusta Nel
- Hypoxis sagittata Nel
- Hypoxis salina M.Lyons & Keighery
- Hypoxis schimperi Baker
- Hypoxis sessilis L.
- Hypoxis setosa Baker
- Hypoxis sobolifera Jacq.
- Hypoxis stellipilis Ker Gawl.
- Hypoxis suffruticosa Nel
- Hypoxis symoensiana Wiland
- Hypoxis tepicensis Brackett
- Hypoxis tetramera Hilliard & B.L.Burtt
- Hypoxis uniflorata Markötter
- Hypoxis upembensis Wiland
- Hypoxis urceolata Nel
- Hypoxis vaginata Schltdl.
- Hypoxis villosa L.f.
- Hypoxis wrightii (Baker) Brackett
- Hypoxis zeyheri Baker
- Hypoxis zululandensis S. E. Wood

Selon Tropicos (25 septembre 2017) (Attention liste brute contenant possiblement des synonymes) :
- Hypoxis abyssinica Hochst.
- Hypoxis acida (Nel) Geerinck
- Hypoxis aculeata Nel
- Hypoxis acuminata Baker
- Hypoxis aemulans (Nel) Geerinck
- Hypoxis affinis Schult. & Schult. f.
- Hypoxis alba L. f.
- Hypoxis alpina R.E. Fr.
- Hypoxis andrewsii (Andrews) Baker
- Hypoxis angolensis Baker
- Hypoxis angustifolia Lam.
- Hypoxis apiculata Nel
- Hypoxis aquatica L. f.
- Hypoxis araneosa Nel
- Hypoxis arenosa Nel
- Hypoxis argentea Harv. ex Baker
- Hypoxis arillacea R.J.F. Hend.
- Hypoxis arnottii Baker
- Hypoxis atlantica Funez, Hassemer & J.P.R. Ferreira
- Hypoxis aurea Lour.
- Hypoxis bampsiana Wiland
- Hypoxis barbacenioides Harv. ex Baker
- Hypoxis baurii Baker
- Hypoxis bequaertii De Wild.
- Hypoxis beyrichii Nel
- Hypoxis biflora Baker
- Hypoxis boranensis Cufod.
- Hypoxis brachystachya Wight
- Hypoxis brevifolia Baker
- Hypoxis breviscapa Kunth
- Hypoxis caerulescens DC.
- Hypoxis caespitosa Baker
- Hypoxis camerooniana Baker
- Hypoxis campanulata Nel
- Hypoxis canaliculata Baker
- Hypoxis canescens Fisch. & C.A. Mey.
- Hypoxis capensis (L.) Vines & Druce
- Hypoxis caricifolia Salisb.
- Hypoxis carolinensis Michx.
- Hypoxis catamarcensis Brackett
- Hypoxis colchicifolia Baker
- Hypoxis colliculata Sánchez-Ken
- Hypoxis cordata Nel
- Hypoxis costata Baker
- Hypoxis crassifolia Pappe ex Baker
- Hypoxis crispa Nel
- Hypoxis cryptophylla Nel
- Hypoxis cuanzensis Welw. ex Baker
- Hypoxis curculigoides Bolus
- Hypoxis curtissii Rose
- Hypoxis cuspidata (Nel) Geerinck
- Hypoxis declinata (Nel) Geerinck
- Hypoxis decumbens L.
- Hypoxis demissa Nel
- Hypoxis dielsiana (Nel) Geerinck
- Hypoxis dinteri Nel
- Hypoxis distachya Nel
- Hypoxis domingensis Urb.
- Hypoxis dregei (Baker) Nel
- Hypoxis dubia Schult. & Schult. f.
- Hypoxis dulcis Steud. ex Baker
- Hypoxis eckloniana Schult. & Schult. f.
- Hypoxis ecklonii Baker
- Hypoxis elata Schult. & Schult. f.
- Hypoxis elegans (Pers.) Poir.
- Hypoxis elliptica Nel
- Hypoxis elongata Kunth
- Hypoxis engleriana Nel
- Hypoxis erecta L.
- Hypoxis esculenta De Wild.
- Hypoxis exaltata Nel
- Hypoxis exilis R.J.F. Hend.
- Hypoxis fabricia (Thunb.) Gaertn.
- Hypoxis farinosa Thunb.
- Hypoxis fascicularis L.
- Hypoxis fibrata Brackett
- Hypoxis filifolia Elliott
- Hypoxis filiformis Baker
- Hypoxis fischeri Pax
- Hypoxis flaccida (Nel) Geerinck
- Hypoxis flanaganii Baker
- Hypoxis floccosa Baker
- Hypoxis frankquevillei Miq.
- Hypoxis galpinii Baker
- Hypoxis gardneri R.J.F. Hend.
- Hypoxis gawleri Baker
- Hypoxis gerrardii Baker
- Hypoxis gilgiana Nel
- Hypoxis glabella R. Br.
- Hypoxis goetzei Harms
- Hypoxis gracilipes Schltr.
- Hypoxis gracilis Lehm.
- Hypoxis graminea Pursh
- Hypoxis grandis Pollard
- Hypoxis gregoriana Rendle
- Hypoxis gregoryana Rendle
- Hypoxis hemerocallidea Fisch. & C.A. Mey.
- Hypoxis hirsuta (L.) Coville
- Hypoxis hockii De Wild.
- Hypoxis hookeri (Hook. f.) Geerinck
- Hypoxis humilis Kunth
- Hypoxis hygrometrica Labill.
- Hypoxis incisa Nel
- Hypoxis infausta Nel
- Hypoxis ingrata Nel
- Hypoxis interjecta Nel
- Hypoxis iridifolia Baker
- Hypoxis jacquinii (Jacq.) Baker
- Hypoxis juncea Eckl.
- Hypoxis junodii Baker
- Hypoxis katangensis De Wild.
- Hypoxis kilimanjarica Baker
- Hypoxis kraussiana Buchinger
- Hypoxis krebsii Fisch.
- Hypoxis laikipiensis Rendle
- Hypoxis lanata Eckl. ex Baker
- Hypoxis lanceolata Nel
- Hypoxis lata Nel
- Hypoxis latifolia Hook.
- Hypoxis laxa Eckl.
- Hypoxis ledermannii Nel
- Hypoxis lejolyana Wiland
- Hypoxis leptantha Benth.
- Hypoxis leptocarpa (Engelm. & A. Gray) Small
- Hypoxis leptostachya Wight
- Hypoxis leucotricha Karl Fritsch
- Hypoxis limicola B.L. Burtt
- Hypoxis linearis Andrews
- Hypoxis longifolia Baker
- Hypoxis longii Fernald
- Hypoxis longipes Baker
- Hypoxis lucens McVaugh
- Hypoxis ludwigii Baker
- Hypoxis lusalensis Wiland
- Hypoxis luzulifolia DC.
- Hypoxis luzuloides Robyns & Tournay
- Hypoxis macrocarpa Ellen Holt & Staubo
- Hypoxis malaissei Wiland
- Hypoxis malosana Baker
- Hypoxis marginata R. Br.
- Hypoxis matengensis G.M. Schulze
- Hypoxis maximiliani Schltr.
- Hypoxis membranacea Baker
- Hypoxis mexicana Schult. & Schult. f.
- Hypoxis micrantha Pollard
- Hypoxis microsperma Avé-Lall.
- Hypoxis milloides Baker
- Hypoxis minor D. Don
- Hypoxis minuta (L.) Eckl. ex Schult. & Schult. f.
- Hypoxis mollis Baker
- Hypoxis monanthos Baker
- Hypoxis monophylla Schltr. ex Baker
- Hypoxis muenznerii Nel
- Hypoxis muhilensis Wiland
- Hypoxis multiceps Buchinger
- Hypoxis multiflora Nel
- Hypoxis natalensis Klotzsch
- Hypoxis neghellensis Cufod.
- Hypoxis neliana Schinz
- Hypoxis neocanaliculata (Garside) Geerinck
- Hypoxis neopusilla (N.E. Br.) Geerinck
- Hypoxis nervosa R.J.F. Hend.
- Hypoxis nigricans Conrath
- Hypoxis nitida Verdc.
- Hypoxis nivea Y.Singh
- Hypoxis nyasica Baker
- Hypoxis obconica Nel
- Hypoxis obliqua Jacq.
- Hypoxis oblonga Nel
- Hypoxis obtusa Burch. ex Ker Gawl.
- Hypoxis occidentalis Benth.
- Hypoxis oligophylla Baker
- Hypoxis oligotricha Baker
- Hypoxis orbiculata Nel
- Hypoxis orchioides (Gaertn.) Kurz
- Hypoxis ovata L. f.
- Hypoxis pallida Salisb.
- Hypoxis pannosa Baker
- Hypoxis parvifolia Baker
- Hypoxis parvula Baker
- Hypoxis patula Nel
- Hypoxis pauciflora Wight
- Hypoxis pedicellata Nel
- Hypoxis petitiana A. Rich.
- Hypoxis petrosa Nel
- Hypoxis pilosa Raf.
- Hypoxis platypetala Baker
- Hypoxis plicata (Thunb.) L. f.
- Hypoxis polystachya Welw. ex Baker
- Hypoxis potosina Brackett
- Hypoxis pratensis R. Br.
- Hypoxis probata Nel
- Hypoxis protrusa Nel
- Hypoxis pulchella G.L. Nesom
- Hypoxis pumila Lam.
- Hypoxis pungwensis Norl.
- Hypoxis pusilla Kunth
- Hypoxis racemosa Donn. Sm.
- Hypoxis ramosa Lodd.
- Hypoxis recurva (Baker) Nel
- Hypoxis retracta Nel
- Hypoxis rhizophylla Baker
- Hypoxis rigida Chapm.
- Hypoxis rigidula Baker
- Hypoxis robusta Nel
- Hypoxis rooperi S. Moore
- Hypoxis rubella Baker
- Hypoxis rubiginosa Nel
- Hypoxis rugosperma Brackett
- Hypoxis sagittata Nel
- Hypoxis salina M.Lyons & Keighery
- Hypoxis scabra C. Presl
- Hypoxis schimperi Baker
- Hypoxis schlechteri Bolus
- Hypoxis schnizleinia Hochst.
- Hypoxis schweinfurthiana Nel
- Hypoxis scorzonerifolia Lam.
- Hypoxis scullyi Baker
- Hypoxis sericea Baker
- Hypoxis serrata (Thunb.) L. f.
- Hypoxis sessilis L.
- Hypoxis setosa Baker
- Hypoxis simensis Hochst.
- Hypoxis sobolifera Jacq.
- Hypoxis spicata Thunb.
- Hypoxis stellata (Thunb.) L. f.
- Hypoxis stellipilis Ker Gawl.
- Hypoxis stenophylla Dinter
- Hypoxis stricta Nel
- Hypoxis subspicata Pax
- Hypoxis subtrigyna Willd. ex Schult. & Schult. f.
- Hypoxis suffruticosa Nel
- Hypoxis symoensiana Wiland
- Hypoxis tepicensis Brackett
- Hypoxis tetramera Hilliard & B.L. Burtt
- Hypoxis textilis Nel
- Hypoxis thorbeckei Nel
- Hypoxis tomentosa Lam.
- Hypoxis triandra Pappe ex Baker
- Hypoxis trichocarpa Wight
- Hypoxis tridentata DC.
- Hypoxis triflora Harv. ex Baker
- Hypoxis trifurcillata (Nel) Geerinck
- Hypoxis tristycha Cufod.
- Hypoxis truncata Thunb. ex Schult. & Schult. f.
- Hypoxis turbinata Nel
- Hypoxis umbraticola Schltr.
- Hypoxis uniflorata Mark
- Hypoxis upembensis Wiland
- Hypoxis urceolata Nel
- Hypoxis vaginata Schltdl.
- Hypoxis vellosioides Harv. ex Baker
- Hypoxis veratrifolia Willd.
- Hypoxis villosa L. f.
- Hypoxis violacea Schult. & Schult. f.
- Hypoxis volkmanniae Dinter
- Hypoxis woodii Baker
- Hypoxis wrightii (Baker) Brackett
- Hypoxis zernyi G.M. Schulze
- Hypoxis zeyheri Baker
- Hypoxis zululandensis S. E. Wood